# Château-d'Œx
Château-d'Œx is een gemeente en plaats in het Zwitserse kanton Vaud en maakt sinds 1 januari 2008 deel uit van het district Riviera-Pays-d'Enhaut. Voor 2008 maakte de gemeente deel uit van het toenmalige district Pays-d'Enhaut.
Château-d'Œx telt 3098 inwoners.

## Evenementen
- International Balloon Festival

## Geboren
- Bruno Leuzinger (1886-1952), ijshockeyspeler, olympisch deelnemer
- Madeleine Berthod (1931), alpineskiester
- Jacques Morier-Genoud (1934), advocaat en politicus

## Overleden
- David Niven (1910-1983), Brits filmacteur